# Tycheró
Tycheró är en ort i Grekland.   Den ligger i prefekturen Nomós Évrou och regionen Östra Makedonien och Thrakien, i den nordöstra delen av landet, 400 km nordost om huvudstaden Aten. Tycheró ligger 37 meter över havet och antalet invånare är 2 029.
Terrängen runt Tycheró är platt åt sydost, men åt nordväst är den kuperad. Runt Tycheró är det ganska tätbefolkat, med 54 invånare per kvadratkilometer. Närmaste större samhälle är Féres, 18,2 km sydväst om Tycheró. Trakten runt Tycheró består till största delen av jordbruksmark.